# Kinbergonuphis abyssalis
Kinbergonuphis abyssalis är en ringmaskart som först beskrevs av Fauchald 1968.  Kinbergonuphis abyssalis ingår i släktet Kinbergonuphis och familjen Onuphidae. Inga underarter finns listade i Catalogue of Life.